# San Andreas (film)
San Andreas – amerykański film katastroficzny w reżyserii Brada Peytona z 2015 roku.

## Fabuła
W trakcie trzęsienia ziemi, które nawiedziło obszar położony w pobliżu uskoku San Andreas, pilot śmigłowca Ray (Dwayne Johnson), razem ze swoją byłą żoną Emmą (Carla Gugino), usiłuje uratować swoją córkę Blake (Alexandra Daddario).

## Obsada
- Dwayne Johnson jako Ray
- Carla Gugino jako Emma
- Alexandra Daddario jako Blake
- Ioan Gruffudd jako Daniel Riddick
- Archie Panjabi jako Serena
- Paul Giamatti jako Lawrence
- Hugo Johnstone-Burt jako Ben
- Art Parkinson jako Ollie
- Will Yun Lee jako Dr Kim Park
- Kylie Minogue jako Susan Riddick